# 이용 (루지 선수)
이용(李鏞, 1978년 6월 23일~)은 대한민국의 은퇴한 썰매(루지, 스켈레톤, 봅슬레이)선수이자, 현재는 정치인이다. 강광배, 이기로와 함께 썰매 종목의 불모지였던 대한민국 썰매계를 받쳐 왔던 선수로, 은퇴 후 대한민국 스켈레톤·봅슬레이 국가대표팀의 총감독을 맡아 2018년 동계 올림픽에서 대한민국 썰매 종목 최초의 올림픽 메달(스켈레톤·봅슬레이)을 이끌었다. 2020년에 정계에 입문하여 비례대표 국회의원으로 당선되었다.

## 학력
- 전주풍남중학교 졸업
- 완산고등학교 졸업
- 초당대학교 사회체육학 학사
- 2013: 연세대학교 교육대학원 체육교육학 석사
- 2016: 한국체육대학교 대학원 스포츠산업경영학 박사

## 경력
전라북도 전주시 출신으로, 전주풍남중학교 재학 시절에는 씨름 선수로 활동했다. 완산고등학교 진학 후에는 레슬링 선수를 거쳤으나, 부상으로 레슬링을 그만두고 2학년 때인 1995년에 썰매계에 입문했다.
썰매 3종목인 스켈레톤·봅슬레이·루지를 모두 다루었으며, 현역 시절 그의 주 종목은 루지였다. 1998년 동계 올림픽을 앞두고 1997년에 루지 국가대표로 발탁되어 1997-98년 시즌 월드컵에 참가하여 종합 49위를 기록했다. 이듬해인 1998년 동계 올림픽에 참가하여 강광배, 이기로와 더불어 올림픽에 참가한 최초의 대한민국 루지 선수 중 한 사람이 되었다. 이용은 나가노 동계올림픽에서 3분 40.407초의 기록으로 32위를 기록했다.
1998년 동계 올림픽을 마감한 후 이용은 부사관으로 군 복무를 하며 잠시 선수 생활을 중단했다. 특전사에서 부사관으로 임관해 7년 간 복무하고 2005년에 제대한 그는 강광배가 썰매 대회에 계속 도전하는 모습을 보면서 썰매계로 돌아왔고, 스켈레톤으로 종목을 바꿔서 오스트리아 인스브루크에서 열린 2005년 동계 유니버시아드에 참가해 20위에 올랐다. 이후 몇 번의 스켈레톤 유로파 대회에 참가하기도 했다. 2006년에는 봅슬레이 국가대표로도 활동하며 북아메리카컵 대회에 참가하였고, 2007년부터 루지와 봅슬레이를 병행하기 시작했다. 같은 해에 인스브루크에서 열린 2007년 세계 루지 선수권 대회에 참가하여 남자 개인 부문 43위를 기록했다. 2008년에는 루지 아시안컵에 참가하여 8위에 올랐다.
이후 루지 월드컵에 다시 참가하여 2008-09 시즌에서는 59위, 2009-10 시즌에서는 54위를 기록하였고, 2010년 동계 올림픽 루지 1인승 종목에 출전하여 36위로 대회를 마감한 후 현역에서 은퇴했다.
2010년 동계 올림픽을 마감한 후 현역에서 은퇴한 그는 강광배의 뒤를 이어 2010년 4월 루지 및 봅슬레이 국가대표팀 감독을 맡았고, 이후 봅슬레이·스켈레톤 국가대표팀 감독에 선임되어 2014년 동계 올림픽에 참가했다.
2018년 동계 올림픽에서는 대한민국 스켈레톤·봅슬레이 국가대표팀의 총감독을 맡아 윤성빈의 스켈레톤 금메달 및 원윤종, 서영우, 전정린, 김동현의 봅슬레이 4인승 은메달을 이끌었다. 스켈레톤 종목 담당 감독은 조인호가 맡았다.
2019년에는 한국체육대학교에서 체육학 박사 학위를 취득했다. 이후 정계에 입문하여 2020년 4월에 실시된 대한민국 제21대 국회의원 선거에서 미래통합당의 비례대표 위성정당인 미래한국당 후보로 출마해 당선되었으며, 미래한국당이 미래통합당과 합당하고 정당명을 개칭하여 현재는 국민의힘 소속이다. 국회의원으로 당선된 후에는 체육계 인사 출신으로 문화체육관광위원회에 들어왔으며, 경주시청 트라이애슬론 팀 선수의 자살 사건이 일어났을 때에는 관계기관에 철저한 조사를 촉구하며 체육계를 강하게 질타했다.

## 개인사
2009년에는 컬링 선수 김미연과 결혼했다.

## 경력
- 2020년 4월 15일: 대한민국 제21대 국회의원 선거 당선(비례대표, 미래한국당, 초선)
- 2020.05~2020.09: 미래통합당 원내부대표
- 2020.06~2020.09: 미래통합당 저출생대책특별위원회 위원
- 2020.09~2021.04: 국민의힘 원내부대표
- 2020.10: 국민의힘 약자와의 동행위원회 현장동행분과 위원
- 2020.12~2021.03: 2021년 재보궐선거 국민의힘 공약개발단 공통공약 개발단 미래교육팀 위원
- 2021.07: 국민의힘 정책조정위원회 제6정조부위원장
- 2021.08~2021.11: 제20대 대통령 선거 국민의힘 윤석열 대통령 경선 후보 국민캠프 대통령 후보 직속 수행실장
- 2021.11~2022.01: 제20대 대통령 선거 국민의힘 윤석열 대통령 후보 선거대책위원회 대통령 후보 직속 수행실장
- 2022.01~2022.03: 제20대 대통령 선거 국민의힘 윤석열 대통령 후보 선거대책본부 대통령 후보 직속 수행실장
- 2022.03~2022.05: 대한민국 제20대 대통령 당선인 비서실 수행실장
- 2023.05: 국민의힘 약자와의 동행위원회 위원장
- 2023.09~2023.10: 국민의힘 대선 공작 게이트 진상조사단 위원
- 2023.11~2024.02: 국민의힘 뉴시티프로젝트 특별위원회 위원
- 2023.11~2024.05: 국민의힘 경기도당 수석부위원장
- 2024.03~2024.04: 제22대 국회의원 선거 국민의힘 경기도당 선거대책위원회 선대부위원장
- 2024.05~: 국민의힘 경기도당 하남시 갑 당원협의회 위원장
- 국민의힘 경기도당 정책개발본부 전략위원장
- 2025.04~2025.05 제21대 대통령 선거 국민의힘 김문수 대통령 경선후보 문수 대통 김문수 승리캠프 수행단장
- 2025.05~2025.06: 제21대 대통령 선거 국민의힘 김문수 대통령 후보 경기도 선거대책위원회 공동선거대책위원장
- 2025.05~2025.06: 제21대 대통령 선거 국민의힘 김문수 대통령 후보 직속 수행단 부단장

### 의정 활동
- 2020.05~2024.05: 제21대 국회의원(비례대표, 미래한국당→미래통합당→국민의힘, 초선)
  - 2020.06~2024.05: 국민미래포럼 구성의원
  - 2020.07~2021.08: 제21대 국회 전반기 문화체육관광위원회 위원
    - 제21대 국회 전반기 문화체육관광위원회 체육관광법안심사소위원회 위원장
    - 제21대 국회 전반기 문화체육관광위원회 예산결산심사소위원회 위원

  - 2020.11~2021.06: 제21대 국회 전반기 운영위원회 위원
  - 2021.08~2021.09: 제21대 국회 전반기 보건복지위원회 위원
  - 2021.09~2022.05: 제21대 국회 전반기 문화체육관광위원회 위원
  - 2022.07~2024.05: 제21대 국회 후반기 문화체육관광위원회 위원
    - 제21대 국회 후반기 문화체육관광위원회 체육관광법안심사소위원회 위원
    - 제21대 국회 후반기 문화체육관광위원회 청원심사소위원회 위원
    - 제21대 국회 후반기 문화체육관광위원회 문화예술법안심사소위원회 위원
    - 제21대 국회 후반기 문화체육관광위원회 예산결산심사소위원회 위원장
    - 유니콘팜 연구책임의원

  - 2023.06~2024.05: 제21대 국회 후반기 예산결산특별위원회 위원

## 역대 선거 결과
|  | 33.84% |

|  | 49.41% |

## 소속 정당
| 소속 정당 | 소속 정당  | 소속 기간 | 비고      |
| --------- | ---------- | --------- | --------- |
|           | 미래한국당 | 2020      | 정계 입문 |
|           | 미래통합당 | 2020      | 합당      |
|           | 국민의힘   | 2020~현재 | 당명 변경 |

## 같이 보기
- 대한민국 제21대 국회의원 선거 미래한국당 후보 목록#비례대표